# Romuald de Salerne
 (novembre 2020).
Si vous disposez d'ouvrages ou d'articles de référence ou si vous connaissez des sites web de qualité traitant du thème abordé ici, merci de compléter l'article en donnant les références utiles à sa vérifiabilité et en les liant à la section « Notes et références ».
Romuald de Salerne (en latin : Romualdus Salernitanus ou Romoaldus Salernitanus ; en italien : Romualdo di Salerno), dit également Romuald II de Salerne ou Romuald Guarna ou Romuald Warna, est un archevêque de Salerne (1153-1181), médecin et historien du XIIe siècle. C'est l'un des historiens les plus importants de l'époque normande.

## Biographie
Romuald naît à Salerne (Campanie) entre 1110 et 1120, dans une famille issue de la vieille noblesse lombarde d'Italie méridionale. Il est le fils d'un certain Pierre Guarna qui appartenait à une famille de Salerne peut-être liée à une famille de comtes lombards mentionnée depuis la fin du Xe siècle. Selon Pierre de Blois, il y avait une parenté entre la famille Guarna et la famille royale de Sicile.
Selon l'Italia sacra de Ferdinando Ughelli, Romuald a plusieurs frères : Robert, archidiacre de Salerne, Philippe, seigneur du castellum sancti Magni, Luc, mentionné comme justicier entre 1182 à 1189[réf. incomplète], Jean, juge de Salerne, et Jacques, seigneur de Castellione[réf. incomplète] et/ou de Castellammare[réf. incomplète] (probablement Castellammare di Stabia dans la région de Naples).
Il étudie la médecine dans la prestigieuse école de Salerne (célèbre école datant de la période de l'Émirat de Sicile). Selon Hugues Falcand, il soigna le roi normand Guillaume Ier de Sicile, ainsi que les papes qui l'appellent à Rome. Il fait également des études historiques, juridiques et liturgiques.
En décembre 1143, on trouve sa souscription sur un diplôme des archives du monastère bénédictin de la Cava (Romoaldus clericus qui dicitur Guarna).
En 1153, il est élu évêque de Salerne, à la mort de son prédécesseur, l'évêque Guillaume de Ravenne.
En 1161, Romuald sauve Salerne de la fureur du roi Guillaume Ier qui voulait, pour la punir d'avoir soutenu une révolte, détruire la ville comme il l'avait fait pour Bari après les graves troubles succédant à l'assassinat de Maion de Bari, « Émir des Émirs » du royaume, et le complot visant à renverser le roi. Romuald, qui avait contribué à la libération du roi, brièvement emprisonné par les barons rebelles, est chargé par le roi de pacifier l'Apulie (1161).
En 1167, en la cathédrale de Palerme, il couronne le jeune roi Guillaume II de Sicile, fils et successeur de Guillaume Ier.
En 1177, il représente le roi Guillaume II au congrès de Venise, convoqué après la bataille de Legnano pour établir la paix entre l'empereur germanique Frédéric Barberousse et la Ligue lombarde.
En 1179, Romuald de Salerne intervient dans le troisième concile du Latran en condamnant les Albigeois.
Il est l'auteur d'une histoire universelle intitulée Chronicon sive Annales, qui débute à la création du monde et qui s'achève à la période normande, vers 1178. Pour son ouvrage, Romuald utilisa notamment les écrits de saint Jérôme, d'Orose, d'Isidore de Séville, de Bède, de Paul Diacre, d'Eginhard et de Léon d'Ostie.
Son œuvre médicale comporte des traductions versifiées, et deux petits ouvrages De urinis et De pulsibus.
Il meurt le 1er avril 1182. Lui suivra Nicolas d'Aiello au siège d'archevêque de Salerne.